# Volkold di Meißen
Volkold, anche Wolcold, Folcold, Folchold, Volhold, Volkhuld, Volchrad, Vocco, (... – Meißen, 23 agosto 992) fu vescovo di Meißen.

## Biografia
Della vita di Volkold prima della sua elevazione a vescovo, si sa solo che fu il maestro del figlio di Ottone II alla corte dell'imperatore Ottone il Grande. Nel 969 sembra essere diventato vescovo di Meißen. Nel 972 Volkold era a un sinodo a Ingelheim per risolvere le dispute con il vescovo di Osnabrück Liudolfo, con l'abate di Corvey Liudolfo e con la badessa di Herford. Poiché la diocesi di Merseburg fu abolita il 9 settembre 981, la diocesi di Zeitz e la diocesi di Meißen ricevettero parti di questa diocesi, poiché entrambe appartenevano alla provincia ecclesiastica di Magdeburgo.
Quando Boleslao II di Boemia occupò il castello e la città di Meißen, Volkold dovette fuggire presso i Sorbi ad Erfurt. Solo dopo la riconquista del margravio Eccardo I di Meißen fu in grado di tornare alla sua antica diocesi, che era stata danneggiata molte volte. Nel 987 mise la diocesi sotto la protezione imperiale. Volkold, che durante l'assenza del vescovo Adalberto di Praga in Italia dal 989 al 990, svolse spesso al suo posto i necessari doveri d'ufficio; inoltre acquistò due feudi della diocesi di Merseburg, ovvero i villaggi di Weissenburg e Lostatava, entrambi situati nel Gau Chutizi, e ricevette dall'imperatore Ottone II diversi possedimenti, diritti doganali e diritti come compensazione per le numerose perdite in guerra.
Volkold, seguendo l'esempio del vescovo Crodegango di Metz, che era vissuto due secoli anni prima ed era egli stesso un membro dell'ordine benedettino, prescrisse una regola di vita più regolare (canone) per i suoi canonici, in cui il tempo era scandito in modo fisso per le preghiere del coro, per le letture spirituali, per le lezioni scolastiche e per i doveri ecclesiastici; egli inoltre cenava alla loro tavola comune e governava il suo clero e i suoi canonici più con la forza del proprio esempio che con la coercizione dei suoi ordini.
Oltre alla consueta attività missionaria, in cui Boso, primo vescovo di Merseburg, lo sostenne dal 969 al 970, Volkold dedicò molto tempo alla preghiera, alla lettura e allo studio. Nella sua vecchiaia i suoi occhi divennero così deboli che dovette ricorrere all'aiuto di altri. Durante una visita a Praga, fu colpito da un male il Venerdì santo del 990. Fu riportato a Meißen, dove morì di vecchiaia.